# Caterina Farnese
Caterina Farnese (Piacenza, 3 settembre 1637 – Parma, 27 aprile 1684) fu figlia del duca di Parma e Piacenza Odoardo I Farnese e di sua moglie Margherita de' Medici. Nel 1662 divenne monaca carmelitana con il nome di Suor Teresa Margherita dell'Incarnazione.

## Biografia
Fu battezzata il giorno successivo alla nascita nella cappella del palazzo ducale dal vescovo di Piacenza Alessandro Scappi. Dotata di brillante intelligenza e di forte personalità, Caterina rivelò fin dall'infanzia un temperamento ribelle e bizzarro, in cui si mescolavano spirito di indipendenza e generosità, moralità integerrima e imprevedibilità, raffinatezza ricercata e capacità di sacrificio. Insofferente alle forme e ai doveri che le provenivano dallo status, per lunghi anni rappresentò un cruccio per la madre Margherita de' Medici che riuscì ad apprezzare la figlia e a convincersi della sua vocazione religiosa solo dopo svariati anni dal suo ingresso in monastero. Nel corso della giovinezza Caterina, pur sentendo in cuor suo la chiamata interiore alla vita religiosa, non per questo cessò di essere «amante del lusso, delle corse a cavallo e della lettura, specialmente dell'Ariosto».
Era ancora adolescente quando suo fratello Ranuccio, succeduto al padre nel 1646, prese in considerazione l'idea di darla in sposa. Il suo ritratto fu fatto circolare per le corti d'Europa e Luigi XIV, dopo aver visto le immagini di tutte le principesse, dichiarò che la più bella era la "Cadetta di Parma". A Caterina furono proposte anche le nozze con Carlo II Stuart e con l'arciduca Massimiliano, fratello di Leopoldo I, ma ella, sentendo in cuor suo che la sua via era quella della consacrazione a Dio, respinse ogni offerta, adducendo le ragioni più svariate ma senza rivelare il vero motivo dei suoi rifiuti, e lasciando così nello sconcerto la corte e i familiari.
Nel 1660, dopo un soggiorno presso le benedettine del monastero di Sant'Alessandro a Parma, iniziò a pensare concretamente di abbracciare la vita religiosa, che apprezzava e che allo stesso tempo le sembrava incompatibile con il suo temperamento ribelle; poco tempo dopo, assieme alla madre, visitò l'agonizzante Girolama da Santa Maria, madre superiora del monastero dei Santi Antonio e Teresa delle carmelitane scalze. Il suo confessore, frate Massimo della Purificazione, nel suo Raguaglio Istorico sulla vita di Caterina (una biografia agiografica), sostiene che in quella occasione l'anziana religiosa, resa ormai muta da un ictus, le rivolse l'invito profetico a entrare nel Carmelo.
Attraverso il suo confessore padre Ganducci, Caterina rivelò a sua madre il proposito di farsi carmelitana scalza, ma la duchessa non credette all'autenticità della vocazione. Il 16 maggio 1661, la Farnese si presentò alle monache che la ammisero nella comunità.
L'opinione pubblica accolse la notizia dell'entrata in monastero di Caterina con sarcasmo. Margherita de' Medici chiese di rinviare la data dell'ingresso in religione e invitò Caterina a seguirla a Firenze per assistere alle nozze di suo cugino Cosimo con Margherita Luisa d'Orléans: sperava che il granduca Ferdinando II riuscisse a dissuaderla dal suo proposito, ma ciò non avvenne.
L'ingresso in monastero di Caterina fu fissato per il 19 marzo 1662 (festa di san Giuseppe), ma a causa di un acquazzone la solenne cerimonia fu rinviata al 22 marzo. Quel giorno prese l'abito e,  in onore di Teresa d'Avila, adottò il nome di Teresa Margherita di San Giuseppe (mutò il cognome in "dell'Incarnazione" all'emissione dei voti solenni); i suoi capelli furono tagliati e spediti a Margherita Violante di Savoia.
Scaduto l'anno di noviziato, nel giorno di Pasqua del 25 marzo 1663, emise la sua professione dei voti nelle mani di madre Maria Geltrude del Santissimo Sacramento, priora del monastero, e il 15 agosto successivo le fu imposto il velo nero dal priore generale dell'ordine, padre Domenico della Santissima Trinità. Contrariamente alle previsioni della corte e del popolo, la principessa non solo perseverò nella vita religiosa, ma si rivelò monaca obbedientissima e amabile, orientando nel migliore dei modi le sue disposizioni naturali alla battuta intelligente e alle facezie imprevedibili.
Nei primi mesi del 1684, un freddo eccezionale causò il diffondersi di "febri acute e maligne" tra le carmelitane scalze del monastero di Parma: numerose monache (tra esse la priora) perirono. Suor Teresa Margherita si prodigò nell'assistenza e rimase contagiata: la malattia la condusse alla morte, perfettamente lucida e serena,  il 27 aprile del medesimo anno.

## Ascendenza
|                           |                         |                                 | Genitori                             |  |  | Nonni |  |  | Bisnonni           |  |  | Trisnonni       |  |
|                           |                         |                                 |                                      |  |  |       |  |  | Alessandro Farnese |  |  | Ottavio Farnese |  |
|                           |                         |                                 |                                      |  |  |       |  |  | Alessandro Farnese |  |  | Ottavio Farnese |  |
|                           |                         | Margherita d'Austria            |                                      |  |  |       |  |  | Alessandro Farnese |  |  |                 |  |
| Ranuccio I Farnese        |                         |                                 |                                      |  |  |       |  |  | Alessandro Farnese |  |  |                 |  |
|                           |                         | Maria d'Aviz                    | Eduardo d'Aviz                       |  |  |       |  |  |                    |  |  |                 |  |
|                           |                         | Maria d'Aviz                    | Eduardo d'Aviz                       |  |  |       |  |  |                    |  |  |                 |  |
|                           |                         | Maria d'Aviz                    | Isabella di Braganza                 |  |  |       |  |  |                    |  |  |                 |  |
| Odoardo I Farnese         |                         | Maria d'Aviz                    |                                      |  |  |       |  |  |                    |  |  |                 |  |
|                           |                         | Giovanni Francesco Aldobrandini | Giorgio Aldobrandini                 |  |  |       |  |  |                    |  |  |                 |  |
|                           |                         | Giovanni Francesco Aldobrandini | Giorgio Aldobrandini                 |  |  |       |  |  |                    |  |  |                 |  |
|                           |                         | Giovanni Francesco Aldobrandini | Margherita Del Corno                 |  |  |       |  |  |                    |  |  |                 |  |
| Margherita Aldobrandini   |                         | Giovanni Francesco Aldobrandini |                                      |  |  |       |  |  |                    |  |  |                 |  |
|                           |                         | Olimpia Aldobrandini            | Pietro Aldobrandini                  |  |  |       |  |  |                    |  |  |                 |  |
|                           |                         | Olimpia Aldobrandini            | Pietro Aldobrandini                  |  |  |       |  |  |                    |  |  |                 |  |
|                           |                         | Olimpia Aldobrandini            | Flaminia Ferracci                    |  |  |       |  |  |                    |  |  |                 |  |
| Caterina Farnese          |                         | Olimpia Aldobrandini            |                                      |  |  |       |  |  |                    |  |  |                 |  |
|                           | Ferdinando I de' Medici | Cosimo I de' Medici             |                                      |  |  |       |  |  |                    |  |  |                 |  |
|                           | Ferdinando I de' Medici | Cosimo I de' Medici             |                                      |  |  |       |  |  |                    |  |  |                 |  |
|                           | Ferdinando I de' Medici | Eleonora di Toledo              |                                      |  |  |       |  |  |                    |  |  |                 |  |
| Cosimo II de' Medici      | Ferdinando I de' Medici |                                 |                                      |  |  |       |  |  |                    |  |  |                 |  |
|                           |                         | Cristina di Lorena              | Carlo III di Lorena                  |  |  |       |  |  |                    |  |  |                 |  |
|                           |                         | Cristina di Lorena              | Carlo III di Lorena                  |  |  |       |  |  |                    |  |  |                 |  |
|                           |                         | Cristina di Lorena              | Claudia di Valois                    |  |  |       |  |  |                    |  |  |                 |  |
| Margherita de' Medici     |                         | Cristina di Lorena              |                                      |  |  |       |  |  |                    |  |  |                 |  |
|                           |                         | Carlo II d'Austria              | Ferdinando I del Sacro Romano Impero |  |  |       |  |  |                    |  |  |                 |  |
|                           |                         | Carlo II d'Austria              | Ferdinando I del Sacro Romano Impero |  |  |       |  |  |                    |  |  |                 |  |
|                           |                         | Carlo II d'Austria              | Anna Jagellone                       |  |  |       |  |  |                    |  |  |                 |  |
| Maria Maddalena d'Austria |                         | Carlo II d'Austria              |                                      |  |  |       |  |  |                    |  |  |                 |  |
|                           |                         | Maria Anna di Wittelsbach       | Alberto V di Baviera                 |  |  |       |  |  |                    |  |  |                 |  |
|                           |                         | Maria Anna di Wittelsbach       | Alberto V di Baviera                 |  |  |       |  |  |                    |  |  |                 |  |
|                           |                         | Maria Anna di Wittelsbach       | Anna d'Asburgo                       |  |  |       |  |  |                    |  |  |                 |  |
|                           |                         | Maria Anna di Wittelsbach       |                                      |  |  |       |  |  |                    |  |  |                 |  |